# Ирска на Европском првенству у атлетици у дворани 1970.
Ирска је учествовала на 1. Европском првенству у атлетици у дворани 1970. одржаном у Бечу, Аустрија, 14. и 15. марта. У првом учешћу на европским првенствима у дворани репрезентацију Ирске представљала су 3 атлетичара  (3 м и 0 ж) који су се такмичили у исто толико дисциплина.
У укупном пласману Ирска је са освојеном једном сребрном медаљом делила 10. место са Шведском. Медаља је освојена у мушкој конкуренцији где је делила 10. место такође са Шведском.
У табели успешности (према броју и пласману такмичара који су учествовали у финалним такмичењима (првих 8 такмичара) Ирска је са два учесника у финалу заузела 15. место са 9 бодова, од 23 земље које су имале представнике у финалу. На првенству су учествовале 24 земаље чланица ЕАА. Једино Турска није имала представника у финалу.
| Плас. | Земља | 1. место | 2. место | 3. место | 4. место | 5. место | 6. место | 7. место | 8. место | Бр. финал. - Бод. |
| ----- | ----- | -------- | -------- | -------- | -------- | -------- | -------- | -------- | -------- | ----------------- |
| 15.   | Ирска | 0        | 1—7      | 0        | 0        | 0        | 0        | 1—2      | 0        | 2—9               |

## Освајачи медаља
- Френк Марфи  — 1.500 метара

## Резултати

### Мушкарци
| Атлетичар         | Дисциплина | Лични рекорд | Квалификације | Квалификације  | Полуфинале | Полуфинале | Финале               | Финале | Детаљи |
| Атлетичар         | Дисциплина | Лични рекорд | Резултат      | Место          | Резултат   | Место      | Резултат             | Место  | Детаљи |
| ----------------- | ---------- | ------------ | ------------- | -------------- | ---------- | ---------- | -------------------- | ------ | ------ |
| Fanahan McSweeney | 60 м       |              | 47,0          | 3 уг гр 3      |            |            | Није се квалификовао | 9/9    |        |
| Ноел Карол        | 800 м      |              | 1:50,6        | 4. у гр 1 (кв) |            |            | 1:52,1               | 7/12   |        |
| Френк Марфи       | 1.500 м    | 3:39.51 НРд  | 3:48,4        | 3 у гр. 1 (КВ) |            |            | 3:49,0               |        |        |